# Adamsapfel

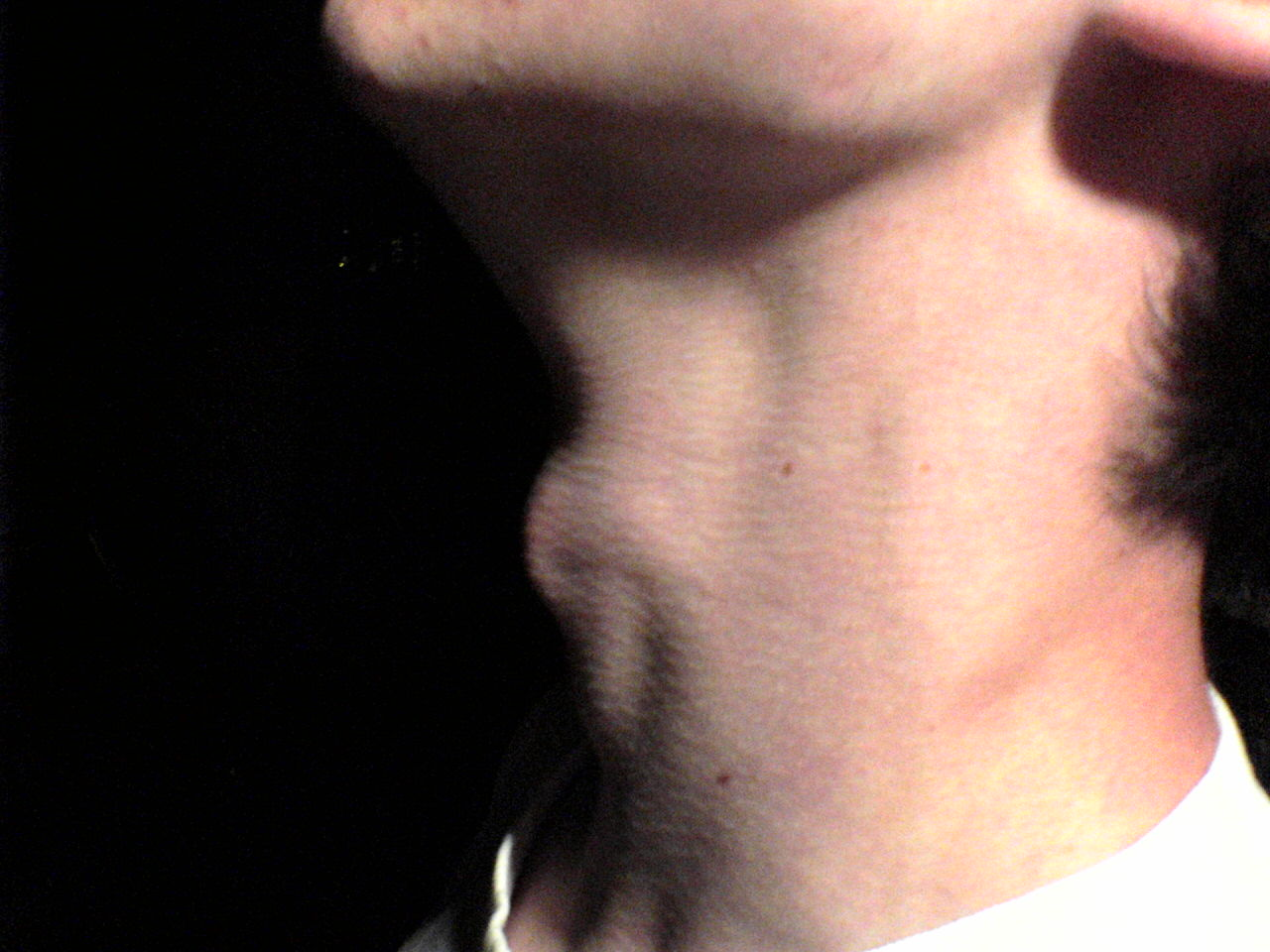
Adamsapfel

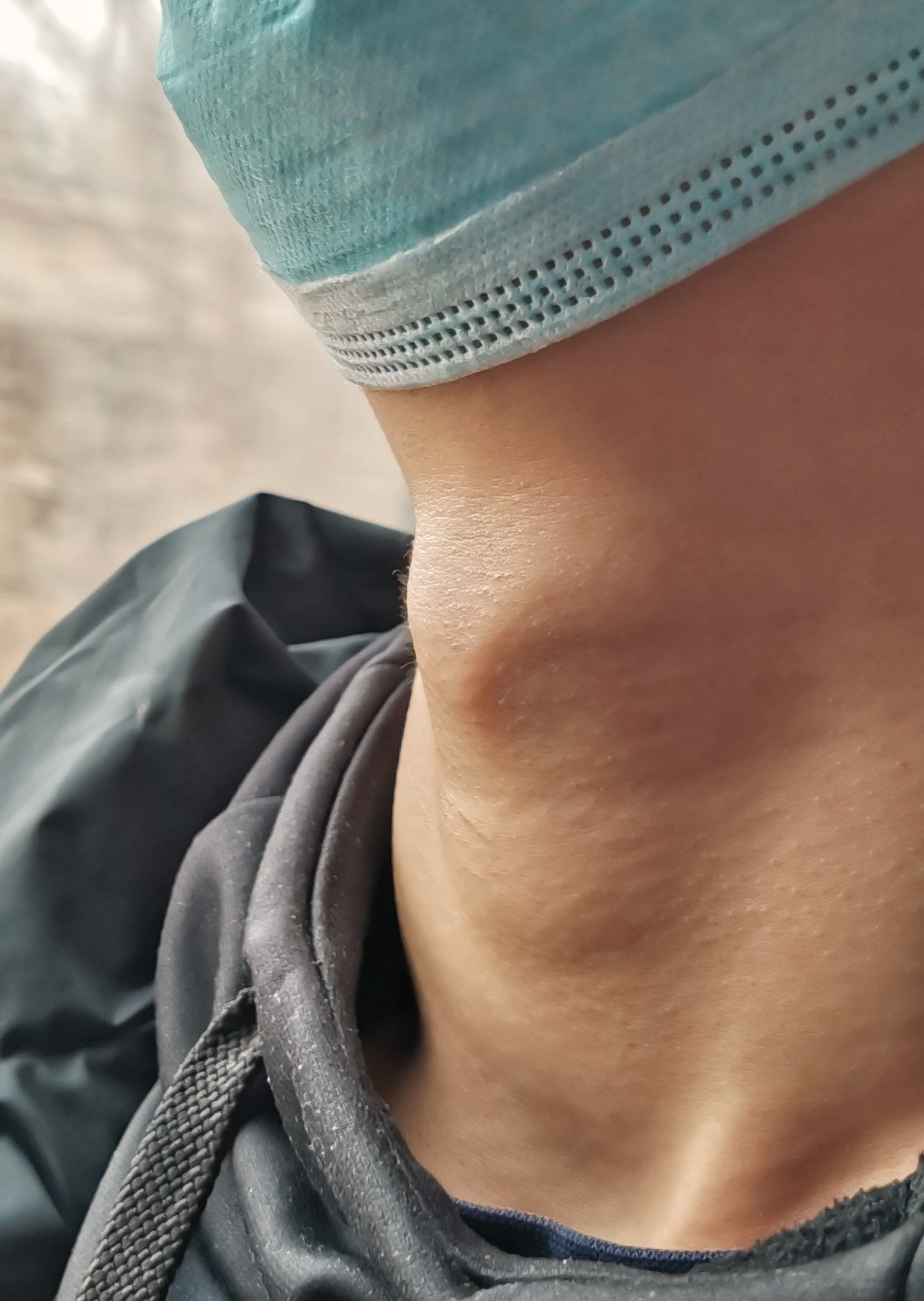
Adamsapfel

Adamsapfel, lateinisch Prominentia laryngea oder Pomum Adami, bezeichnet den bei Männern deutlich hervorspringenden und tastbaren Abschnitt des Schildknorpels (Cartilago thyroidea) des Kehlkopfs. Bei Frauen ist die Prominentia laryngea ebenfalls vorhanden, aber deutlich geringer ausgebildet. Die stärkere Hervorwölbung beim männlichen Geschlecht entsteht unter dem Einfluss der Androgene in der Pubertät. Hier kommt es zu einem stärkeren Wachstum des Schildknorpels beim männlichen Geschlecht, so dass die Stimmbänder (Ligamenta vocalia) länger werden und die Stimme tiefer wird. Die Stimmlippen nehmen innerhalb von zwei bis drei Monaten etwa 1 cm an Länge zu. Diese Stimmveränderung wird als Stimmwechsel oder Stimmbruch bezeichnet und kann bis zu einem Jahr andauern. Die Sprechstimmlage nimmt dabei um etwa eine Oktave ab.

## Etymologie
Die Bezeichnung „Adamsapfel“ geht auf einen an die biblische Erzählung vom Sündenfall anknüpfenden Volksglauben zurück. Demnach habe Eva sich vom Teufel bezirzen lassen, die verbotene Frucht vom Baum der Erkenntnis zu kosten, und anschließend versucht, ihrem Mann die Frucht gleichsam schmackhaft zu machen, was er zornig zurückwies. Um nicht allein aus dem Paradies vertrieben zu werden, zwängte sie Adam mit Gewalt die Frucht in den Rachen, doch blieb sie ihm im Halse stecken. Seither tragen „alle Menschenkinder den Adamsapfel an der Gurgel“. Diese Legende lässt sich seit dem Mittelalter in Variationen in ganz Europa nachweisen; im Motivindex des Volkskundlers Stith Thompson wird sie unter der Sigle A1319.1 geführt. Obwohl diese Mischung aus Volks- und Aberglauben nicht durch die biblischen Schriften gestützt war, sickerte der Begriff Adamsapfel bzw. lateinisch Pomum Adami im 16. Jahrhundert auch in die medizinische Fachsprache ein. Hier war sie bis in das 19. Jahrhundert gebräuchlich, wurde dann aber mit der Einführung der Basler humananatomischen Nomenklatur 1895 durch Prominentia laryngea ersetzt.